# Stibeutes pedestrator
Stibeutes pedestrator är en stekelart som beskrevs av Aubert 1982. Stibeutes pedestrator ingår i släktet Stibeutes och familjen brokparasitsteklar. Inga underarter finns listade i Catalogue of Life.